# Giovanni da Morrovalle
Giovanni da Morrovalle o Johannes de Murro (Morrovalle, 1250 circa – Avignone, 1312 o 1313) è stato un francescano italiano, ministro generale del suo Ordine dal 1296 al 1304.

## Biografia

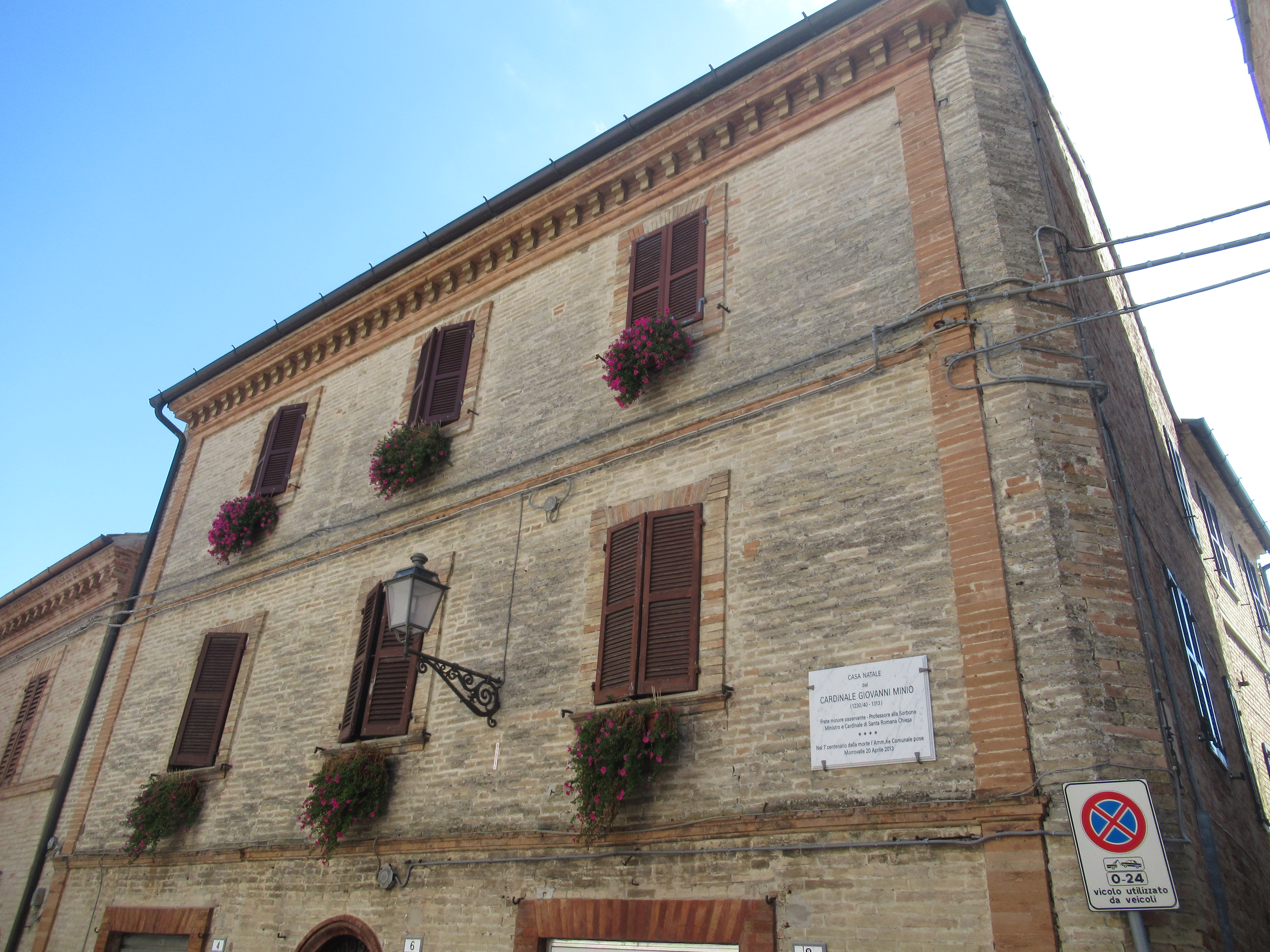
La casa natale del cardinale a Morrovalle

La prima notizia su Giovanni da Morrovalle risale al 1283, quando è documentata la sua presenza all'Università di Parigi come studente presso la facoltà di teologia; nel 1287 Giovanni viene chiamato, insieme a cinque maestri e ad un altro baccelliere dell'Ordine, ad esaminare alcune proposizioni di Pietro di Giovanni Olivi. Nel 1289, finalmente, Giovanni ottiene il titolo di maestro reggente in Teologia. Nel 1290 si trova ancora a Parigi, dove viene incaricato dal cardinale Caetani di comunicare insieme ad Egidio Romano la sospensione provvisoria dall'insegnamento di Enrico di Gand.
Nel 1291 Giovanni da Morrovalle viene chiamato dal francescano papa Niccolò IV a trasferirsi alla Curia romana, dove dovrà affiancare il maestro del sacro palazzo apostolico.
Il 4 aprile 1292 muore il papa Niccolò IV e si apre un lungo conclave, che terminerà soltanto nel luglio 1294, quando viene eletto l'eremita Pietro da Morrone, che assume il nome pontificale di Celestino V. Già nel dicembre successivo, dopo la rinuncia da parte di Celestino, viene eletto papa Benedetto Caetani, con il nome di Bonifacio VIII.
Giovanni da Morrovalle viene scelto come ministro provinciale dei Francescani per le Marche.
Nel 1295 il papa costringe Raimondo Gaufridi, alle dimissioni da ministro generale dell'Ordine francescano. Nel capitolo generale di Anagni dell'anno successivo, Giovanni da Morrovalle viene eletto nuovo ministro generale. Secondo Giorgio Vasari, sarà lui, poco dopo il 1296, a commissionare a Giotto gli affreschi con le storie della vita di san Francesco nella basilica superiore di Assisi.
Nel 1297 Giovanni è inviato da Bonifacio VIII come legato pontificio insieme a Niccolò Boccasino, maestro generale dell'Ordine dei predicatori, in Francia e poi in Inghilterra e nelle Fiandre, per tentare la riappacificazione dei primi due Paesi.
Nel concistoro del 15 dicembre 1302 viene creato cardinale vescovo di Porto e Santa Rufina; dopo la sua ascesa cardinalizia continua a governare l'Ordine come vicario generale fino al capitolo generale celebrato ad Assisi nel 1304.
Partecipa al conclave del 1303, in cui si elegge papa Benedetto XI e a quello successivo che elegge nel 1304-1305 papa Clemente V. Decano del Collegio Cardinalizio nel 1311, partecipa poi al Concilio di Vienne nel 1311-1312.
Si ricorda la sua coraggiosa difesa della memoria di Bonifacio VIII contro gli attacchi di Filippo il Bello.
Giovanni da Morrovalle morì ad Avignone e lì è sepolto nella chiesa dei Francescani.

## Successione apostolica
La successione apostolica è:
- Vescovo Uberto Avocati (1303)
- Vescovo Altogrado Cattaneo (1306)